# Verwaltungsgliederung des Kantons St. Gallen

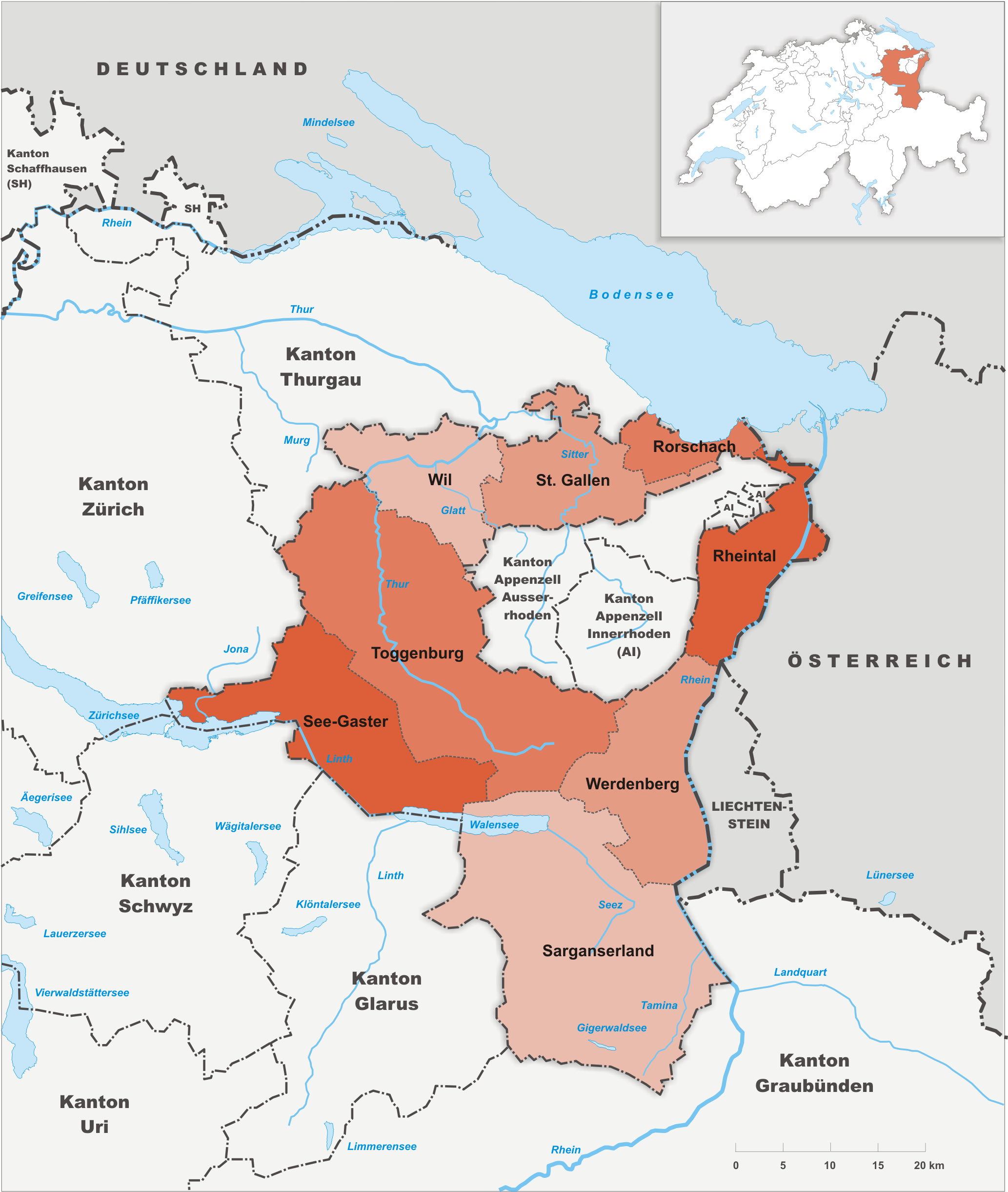
Wahlkreise des Kantons St. Gallen (2010)

Dieser Artikel behandelt die Verwaltungsgliederung des Kantons St. Gallen.
Bei der Gründung des Kantons St. Gallen 1803 wurde der Kanton in acht Bezirke gegliedert. Jede Bezirk, mit Ausnahme des Stadtbezirks St. Gallen, war in Kreise eingeteilt. Den Kreisen, die jeweils einen Hauptort hatten, gehörten politische Gemeinden an. 1831 wurden die Kreise abgeschafft, der Kanton war seither in 15 Bezirke gegliedert, denen politische Gemeinden unterstanden. 1918 kam es auf Grund der Integration der Gemeinden Straubenzell (Bezirk Gossau) und Tablat (ehemaliger Bezirk Tablat) in die Stadt St. Gallen zu kleinen Verschiebungen. Anlässlich der Verfassungsnovelle 2002 wurden die Bezirke aufgelöst. Seither ist der Kanton in acht Wahlkreise gegliedert. Im Gegensatz zu den früheren Bezirken übernehmen diese keine Verwaltungsaufgaben mehr.

## Vorgeschichte

### Vor 1798

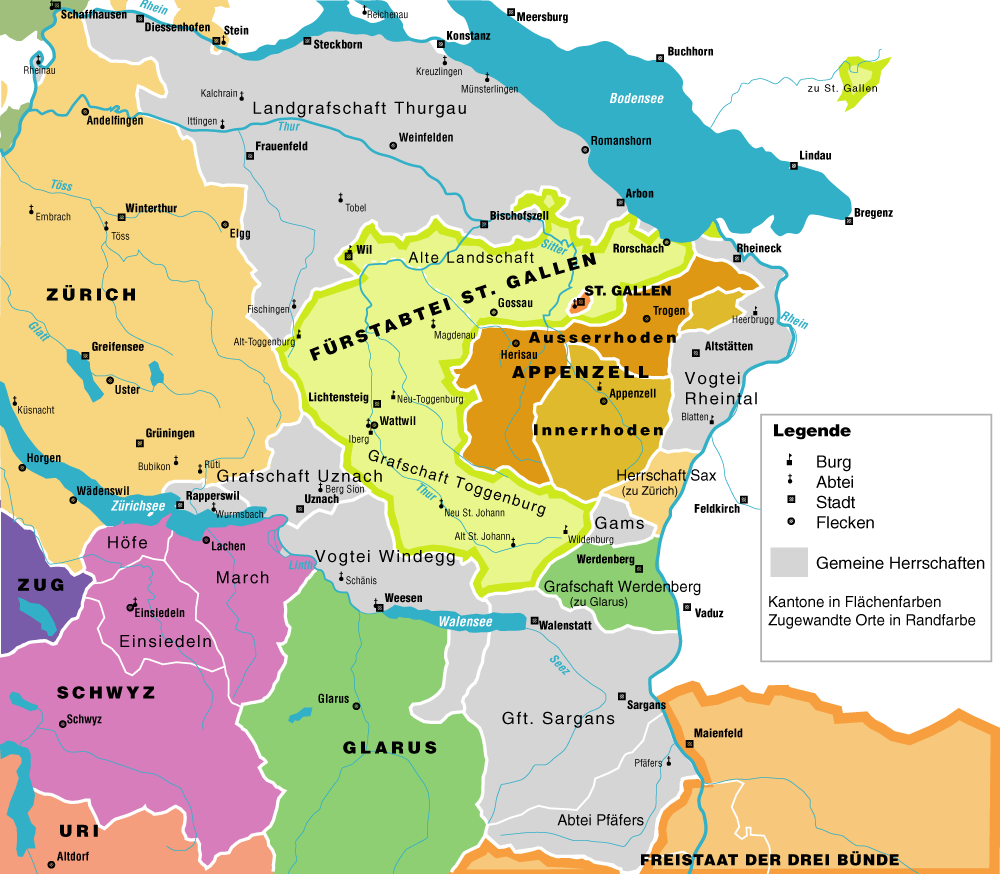
Ostschweiz bis 1798

Das Gebiet des heutigen Kantons St. Gallen bestand aus folgenden Gebieten:
- Fürstenland
- Grafschaft Toggenburg
- Stadtrepublik St. Gallen
- Rapperswil SG (autonome Stadt)
- Grafschaft Sargans und Herrschaft Freudenberg
- Vogtei Rheintal
- Grafschaft Uznach
- Vogtei Windegg/Gaster
- Grafschaft Werdenberg
- Freiherrschaft Sax-Forstegg

### 1798 bis 1803 (Helvetik)

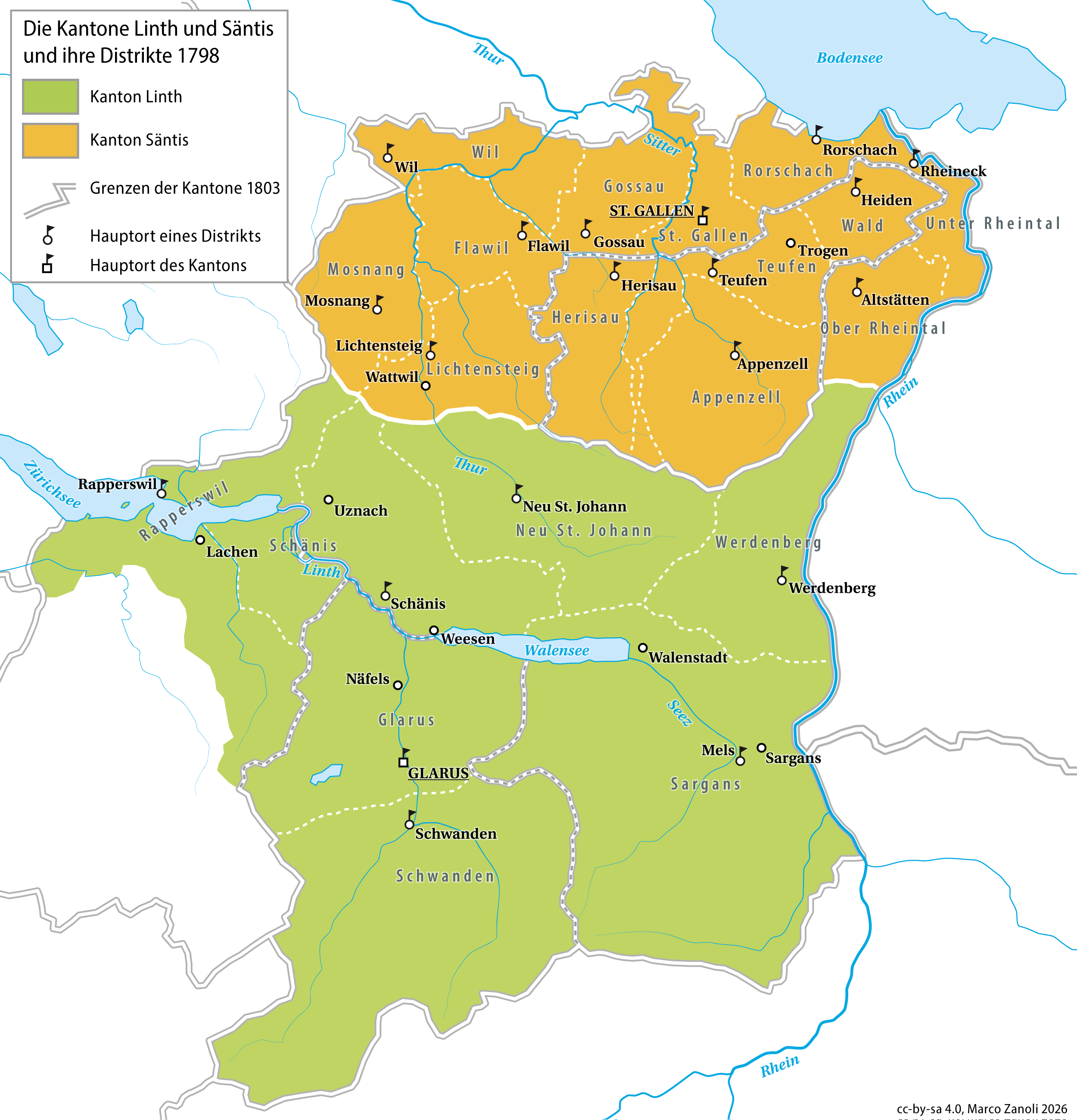
Kantone Säntis und Linth mit ihren Distrikten

In der Helvetischen Republik (1798–1803) war der Kanton Säntis innerhalb des Gebietes des heutigen Kantons St. Gallen in folgende Distrikte eingeteilt:
- Sankt Gallen (11'200 Einwohner), Hauptort St. Gallen
- Rorschach (10'100 Einwohner), Hauptort Rorschach
- Unterrheintal (10'000 Einwohner), Hauptort Rheineck
- Oberrheintal (11'000 Einwohner), Hauptort Altstätten
- Gossau (10'000 Einwohner), Hauptort Gossau
- Wil (8'500 Einwohner), Hauptort Wil
- Flawil (9'500 Einwohner), Hauptort Flawil
- Mosnang (10'000 Einwohner), Hauptort Mosnang
- Lichtensteig (10'000 Einwohner), Hauptort Lichtensteig
- Ausserhalb des heutigen Gebiets des heutigen Kantons St. Gallen existierten noch die Distrikte Appenzell, Wald, Teufen und Herisau.

Der Kanton Linth war im Gebiete des heutigen Kantons St. Gallen wie folgt eingeteilt:
- Werdenberg; Hauptort Werdenberg, 30 Wahlmänner, ca. 10 500 Einwohner
- Neu St. Johann; Hauptort Neu St. Johann, 30 Wahlmänner, ca. 11 600 Einwohner
- Mels; Hauptort Mels, 25 Wahlmänner, ca. 9800 Einwohner
- Schänis; Hauptort Schänis, 29 Wahlmänner, 11 900 Einwohner (umfasste Gebiete der heutigen Kantone St. Gallen und Schwyz)
- Rapperswil; Hauptort Rapperswil, 29 Wahlmänner, 11 800 Einwohner (umfasste Gebiete der heutigen Kantone St. Gallen und Schwyz)
- Ausserhalb des heutigen Gebiets gehörten noch folgende Distrikte zum Kanton Linth: Glarus. Schwanden

Den Distrikten stand ein Unterstatthalter vor, der vom kantonalen Regierungsstatthalter ernannt wurde.

## 1803 bis 1831
Im Neunten Kapitel der Mediationsakte von 1803 wurde die Verfassung des Kantons St. Gallen niedergeschrieben. In ihr wird im Artikel 1 der Kanton wie folgt gegliedert (Stand per 1817):
- Bezirk Stadt St. Gallen
- Bezirk Rorschach mit den Hauptorten St. Fiden und Rorschach
- Bezirk Gossau mit den Hauptorten Gossau und Wil
- Bezirk Obertoggenburg mit den Hauptorten Lichtensteig und Neu St. Johann
- Bezirk Untertoggenburg mit den Hauptorten Flawil und Mosnang
- Bezirk Rheintal mit den Hauptorten Rheineck und Altstätten
- Bezirk Sargans mit den Hauptorten Sargans und Werdenberg
- Bezirk Uznach mit den Hauptorten Rapperswil und Uznach

Mit Ausnahme des Bezirks Stadt St. Gallen, das einzig die Stadt St. Gallen umfasste (ohne die später eingemeindeten Gemeinden Straubenzell und Tablat), waren die Bezirke in 44 Kreise eingeteilt worden. Jedes dieser Kreise umfasste eine oder mehrere Gemeinden. Bürgerversammlungen fanden laut Mediationsakte auf Gemeinde- und Kreisebene statt. Auf Kreisebene war der Friedensrichter tätig, auf derselben Ebene wurden auch die Vertreter in den Grossen Rat gewählt. Bezirksgerichte waren für die Bezirke zuständig.
Per 1817 umfasste der Kanton St. Gallen 8 Bezirke, 44 Kreise und 86 politische Gemeinden, die ihrerseits mehrere Ortsgemeinden oder ähnlich haben können:
| Bezirk                                                    | Kreis          | Kreishauptort    | Gemeinden          | Ortschaften                                             |
| --------------------------------------------------------- | -------------- | ---------------- | ------------------ | ------------------------------------------------------- |
| Stadt St. Gallen Hauptort: St. Gallen                     | St. Gallen     | Stadt St. Gallen | Stadt St. Gallen   |                                                         |
| Rorschach Hauptorte: St. Fiden und Rorschach              | Straubenzell   | Bruggen          | Straubenzell       | Bruggen                                                 |
| Rorschach Hauptorte: St. Fiden und Rorschach              | Straubenzell   | Bruggen          | Gaiserwald         | St. Josefen                                             |
| Rorschach Hauptorte: St. Fiden und Rorschach              | Tablat         | St. Fiden        | Tablat             | St. Fiden, St. Georgen, Rotmonten                       |
| Rorschach Hauptorte: St. Fiden und Rorschach              | Häggenschwil   | Häggenschwil     | Häggenschwil       |                                                         |
| Rorschach Hauptorte: St. Fiden und Rorschach              | Häggenschwil   | Häggenschwil     | Muolen             |                                                         |
| Rorschach Hauptorte: St. Fiden und Rorschach              | Häggenschwil   | Häggenschwil     | Wittenbach         |                                                         |
| Rorschach Hauptorte: St. Fiden und Rorschach              | Mörschwil      | Mörschwil        | Mörschwil          | Goldach                                                 |
| Rorschach Hauptorte: St. Fiden und Rorschach              | Steinach       | Steinach         | Steinach           | Berg, Tübach                                            |
| Rorschach Hauptorte: St. Fiden und Rorschach              | Rorschach      | Rorschach        | Rorschach          |                                                         |
| Rorschach Hauptorte: St. Fiden und Rorschach              | Rorschach      | Rorschach        | Rorschacherberg    | Unterstaad                                              |
| Rorschach Hauptorte: St. Fiden und Rorschach              | Untereggen     | Eggersriet       | Untereggen         | Grub, Eggersriet                                        |
| Gossau Hauptorte: Gossau und Wil                          | Wil            | Wil              | Wil                |                                                         |
| Gossau Hauptorte: Gossau und Wil                          | Wil            | Wil              | Bronschhofen       | Tiefenwies                                              |
| Gossau Hauptorte: Gossau und Wil                          | Wil            | Wil              | Zuzwil             | Züberwangen                                             |
| Gossau Hauptorte: Gossau und Wil                          | Oberbüren      | Oberbüren        | Oberbüren          | Niederwil, Durstudlen                                   |
| Gossau Hauptorte: Gossau und Wil                          | Oberbüren      | Oberbüren        | Niederhelfenschwil | Enkhüseren, Lenggenwil                                  |
| Gossau Hauptorte: Gossau und Wil                          | Oberbüren      | Oberbüren        | Niederbüren        |                                                         |
| Gossau Hauptorte: Gossau und Wil                          | Gossau         | Gossau           | Gossau             |                                                         |
| Gossau Hauptorte: Gossau und Wil                          | Gossau         | Gossau           | Andwil             |                                                         |
| Gossau Hauptorte: Gossau und Wil                          | Waldkirch      | Waldkirch        | Waldkirch          | Bernhardzell                                            |
| Obertoggenburg Hauptorte: Lichtensteig und Neu St. Johann | Alt St. Johann | Alt St. Johann   | Alt St. Johann     | Stein                                                   |
| Obertoggenburg Hauptorte: Lichtensteig und Neu St. Johann | Alt St. Johann | Alt St. Johann   | Wildhaus           |                                                         |
| Obertoggenburg Hauptorte: Lichtensteig und Neu St. Johann | Nesslau        | Nesslau          | Nesslau            |                                                         |
| Obertoggenburg Hauptorte: Lichtensteig und Neu St. Johann | Nesslau        | Nesslau          | Krummenau          | Ennetbühl                                               |
| Obertoggenburg Hauptorte: Lichtensteig und Neu St. Johann | Ebnat          | Ebnat            | Ebnat              |                                                         |
| Obertoggenburg Hauptorte: Lichtensteig und Neu St. Johann | Ebnat          | Ebnat            | Kappel             |                                                         |
| Obertoggenburg Hauptorte: Lichtensteig und Neu St. Johann | Wattwil        | Wattwil          | Wattwil            | Ricken                                                  |
| Obertoggenburg Hauptorte: Lichtensteig und Neu St. Johann | St. Peterzell  | St. Peterzell    | St. Peterzell      |                                                         |
| Obertoggenburg Hauptorte: Lichtensteig und Neu St. Johann | St. Peterzell  | St. Peterzell    | Hemberg            |                                                         |
| Obertoggenburg Hauptorte: Lichtensteig und Neu St. Johann | Lichtensteig   | Lichtensteig     | Lichtensteig       |                                                         |
| Obertoggenburg Hauptorte: Lichtensteig und Neu St. Johann | Lichtensteig   | Lichtensteig     | Oberhelfenschwil   |                                                         |
| Obertoggenburg Hauptorte: Lichtensteig und Neu St. Johann | Lichtensteig   | Lichtensteig     | Brunnadern         |                                                         |
| Obertoggenburg Hauptorte: Lichtensteig und Neu St. Johann | Lichtensteig   | Lichtensteig     | Krinau             |                                                         |
| Untertoggenburg Hauptorte: Flawil und Mosnang             | Bütschwil      | Bütschwil        | Bütschwil          |                                                         |
| Untertoggenburg Hauptorte: Flawil und Mosnang             | Bütschwil      | Bütschwil        | Lütisburg          |                                                         |
| Untertoggenburg Hauptorte: Flawil und Mosnang             | Mosnang        | Mosnang          | Mosnang            | Mühlrüti, Libingen                                      |
| Untertoggenburg Hauptorte: Flawil und Mosnang             | Kirchberg      | Kirchberg        | Kirchberg          | Gähwil                                                  |
| Untertoggenburg Hauptorte: Flawil und Mosnang             | Oberuzwil      | Oberuzwil        | Oberuzwil          | Bichwil, Niederglatt                                    |
| Untertoggenburg Hauptorte: Flawil und Mosnang             | Oberuzwil      | Oberuzwil        | Jonschwil          |                                                         |
| Untertoggenburg Hauptorte: Flawil und Mosnang             | Oberuzwil      | Oberuzwil        | Henau              |                                                         |
| Untertoggenburg Hauptorte: Flawil und Mosnang             | Flawil         | Flawil           | Flawil             | Oberglatt                                               |
| Untertoggenburg Hauptorte: Flawil und Mosnang             | Flawil         | Flawil           | Degersheim         | Magdenau                                                |
| Untertoggenburg Hauptorte: Flawil und Mosnang             | Mogelsberg     | Mogelsberg       | Mogelsberg         |                                                         |
| Untertoggenburg Hauptorte: Flawil und Mosnang             | Mogelsberg     | Mogelsberg       | Ganterschwil       |                                                         |
| Rheintal Hauptorte: Rheineck und Altstätten               | Thal           | Thal             | Thal               | Altenrhein, Staad                                       |
| Rheintal Hauptorte: Rheineck und Altstätten               | Rheineck       | Rheineck         | Rheineck           |                                                         |
| Rheintal Hauptorte: Rheineck und Altstätten               | Rheineck       | Rheineck         | St. Margarethen    |                                                         |
| Rheintal Hauptorte: Rheineck und Altstätten               | Berneck        | Berneck          | Berneck            |                                                         |
| Rheintal Hauptorte: Rheineck und Altstätten               | Berneck        | Berneck          | Au                 | Monstein                                                |
| Rheintal Hauptorte: Rheineck und Altstätten               | Balgach        | Balgach          | Balgach            |                                                         |
| Rheintal Hauptorte: Rheineck und Altstätten               | Balgach        | Balgach          | Diepoldsau         | Widnau, Schmitter                                       |
| Rheintal Hauptorte: Rheineck und Altstätten               | Marbach        | Marbach          | Marbach            |                                                         |
| Rheintal Hauptorte: Rheineck und Altstätten               | Marbach        | Marbach          | Rebstein           |                                                         |
| Rheintal Hauptorte: Rheineck und Altstätten               | Altstätten     | Altstätten       | Altstätten         | Lüchingen, Hinterforst, Kornberg, Gätziberg, Warmesberg |
| Rheintal Hauptorte: Rheineck und Altstätten               | Oberriet       | Oberriet         | Oberriet           | Montlingen, Kriessern, Kobelwies, Hard                  |
| Rheintal Hauptorte: Rheineck und Altstätten               | Oberriet       | Oberriet         | Eichberg           | Kobelwies, Hub                                          |
| Rheintal Hauptorte: Rheineck und Altstätten               | Rüthi          | Rüthi            | Rüthi              | Lienz, Kobelwald, Freienbach, Rehag, Moos               |
| Sargans Hauptorte: Sargans und Werdenberg                 | Sennwald       | Salez            | Salez              | Frümsen, Sennwald, Haag, Sax                            |
| Sargans Hauptorte: Sargans und Werdenberg                 | Grabs          | Grabs            | Grabs              | Grabserberg, Studen, Werdenberg                         |
| Sargans Hauptorte: Sargans und Werdenberg                 | Grabs          | Grabs            | Gams               |                                                         |
| Sargans Hauptorte: Sargans und Werdenberg                 | Sevelen        | Buchs            | Buchs              |                                                         |
| Sargans Hauptorte: Sargans und Werdenberg                 | Sevelen        | Buchs            | Sevelen            | Räfis, Berg                                             |
| Sargans Hauptorte: Sargans und Werdenberg                 | Sevelen        | Buchs            | Azmoos             | Wartau, Untermalans, Oberschan, Fontnas, Gretschins     |
| Sargans Hauptorte: Sargans und Werdenberg                 | Flums          | Flums            | Flums              |                                                         |
| Sargans Hauptorte: Sargans und Werdenberg                 | Ragaz          | Ragaz            | Ragaz              |                                                         |
| Sargans Hauptorte: Sargans und Werdenberg                 | Ragaz          | Ragaz            | Pfäfers            | Vättis, Valens                                          |
| Sargans Hauptorte: Sargans und Werdenberg                 | Ragaz          | Ragaz            | Vilters            | Wangs                                                   |
| Sargans Hauptorte: Sargans und Werdenberg                 | Mels           | Mels             | Mels               | Weisstannen                                             |
| Sargans Hauptorte: Sargans und Werdenberg                 | Mels           | Mels             | Sargans            |                                                         |
| Sargans Hauptorte: Sargans und Werdenberg                 | Walenstadt     | Walenstadt       | Walenstadt         | Berschis, Tscherlach                                    |
| Sargans Hauptorte: Sargans und Werdenberg                 | Walenstadt     | Walenstadt       | Quarten            | Mols, Terzen, Murg, Quinten                             |
| Uznach Hauptorte: Rapperswil und Uznach                   | Schänis        | Schänis          | Schänis            | Dorf, Rütiberg, Rufi, Maseltrangen                      |
| Uznach Hauptorte: Rapperswil und Uznach                   | Schänis        | Schänis          | Amden              | Fly, Tafelhäusern, Sattelhäusern                        |
| Uznach Hauptorte: Rapperswil und Uznach                   | Schänis        | Schänis          | Weesen             |                                                         |
| Uznach Hauptorte: Rapperswil und Uznach                   | Kaltbrunn      | Kaltbrunn        | Kaltbrunn          | Rieden, Oberkirch                                       |
| Uznach Hauptorte: Rapperswil und Uznach                   | Kaltbrunn      | Kaltbrunn        | Benken             |                                                         |
| Uznach Hauptorte: Rapperswil und Uznach                   | Uznach         | Uznach           | Uznach             |                                                         |
| Uznach Hauptorte: Rapperswil und Uznach                   | Uznach         | Uznach           | Gommiswald         |                                                         |
| Uznach Hauptorte: Rapperswil und Uznach                   | Uznach         | Uznach           | Ernetschwil        |                                                         |
| Uznach Hauptorte: Rapperswil und Uznach                   | Uznach         | Uznach           | St. Gallenkappel   |                                                         |
| Uznach Hauptorte: Rapperswil und Uznach                   | Eschenbach     | Eschenbach       | Eschenbach         |                                                         |
| Uznach Hauptorte: Rapperswil und Uznach                   | Eschenbach     | Eschenbach       | Goldingen          |                                                         |
| Uznach Hauptorte: Rapperswil und Uznach                   | Eschenbach     | Eschenbach       | Schmerikon         |                                                         |
| Uznach Hauptorte: Rapperswil und Uznach                   | Rapperswil     | Rapperswil       | Rapperswil         |                                                         |
| Uznach Hauptorte: Rapperswil und Uznach                   | Rapperswil     | Rapperswil       | Jona               | Bollingen, Wagen, Busskirch                             |

1. ↑  Sofern nicht anders angemerkt, ist der jeweilige Versammlungsort der Gemeinde der Ort gleiches Namens.
2. ↑  Der Ort, welcher der Gemeinde ihren Namen gab, wird nicht erwähnt. Bei den Ortschaften handelt es sich in der Regel um Ortsgemeinden, sofern nicht anderes angemerkt:
3. ↑  Gemeinde Straubenzell: Versammlungsort ist Bruggen
4. ↑  Gemeinde Straubenzell: Kein Ort namens Straubenzell.
5. ↑  Gemeinde Gaiserwald: Versammlungsort ist St. Josefen
6. ↑  Gemeinde Gaiserwald: Kein Ort namens Gaiserwald.
7. ↑  Gemeinde Tablat: Versammlungsort ist St. Fiden
8. ↑  Gemeinde Tablat: Kein Ort namens Tablat.
9. ↑  Gemeinde Mörschwil und Goldach: Goldach wurde 1826 eine eigenständige politische Gemeinde.
10. ↑  Gemeinde Untereggen: Versammlungsort ist Eggersriet
11. ↑  Gemeinde Untereggen: 1827 löste sich Untereggen von Eggersriet (mit Grub) ab und wurde eine eigene Gemeinde.
12. 1 2  Gemeinden Wil und Bronschhofen: 1803–1804 gehörte das frühere Schneckenbundgericht zur Gemeinde Wil, ehe Schneckenbund eine eigenständige politische Gemeinde wurde. Die Umbenennung von Schneckenbund in Bronschhofen erfolgte 1817.
13. ↑  Bei der Ausgliederung aus Wil 1804 wurde der Weiler Tiefenwies Bronschhofen zugeschlagen.
14. ↑  Gemeinde Niederhelfenschwil: Enkhüseren und Lenggenwil sind Pfarreien
15. ↑  Gemeinde Diepoldsau: Abspaltung von Widnau 1883, das zu einer eigenständigen politischen Gemeinde wurde
16. ↑  Gemeinde Altstätten: Bei den aufgelisteten Ortschaften handelt es sich um ehemalige Rhoden. In Altstätten kommt dazu noch die Rhode Stadt und Vorstadt.
17. 1 2  Gemeinde Eichberg und Oberriet: Der Teil von Kobelwies, der vor 1803 Altstätten gehörte, wurde Eichberg zugeschlagen, der andere Teil Oberriet.
18. 1 2  Gemeinden Rüthi und Oberriet: Kobelwald ist heute eine Holzrhode Oberriets, Freienbach ein Weiler Oberriets
19. ↑  Gemeinde Azmoos/Wartau: Umbenennung der Gemeinde in Wartau vor ca. 1830? Weitere zeitgenössische Quellen der Jahre 1810/1820 schreiben auch von „Azmoos“.

## 1831 bis 1918
Im März 1831 wurde die dritte Verfassung des Kantons St. Gallen vom Volk angenommen. Dabei gab es eine Reform der Bezirke und die Kreise wurden abgeschafft. Die neue Gliederung war wie folgt:
- Bezirk Stadt St. Gallen
- Bezirk Tablat
- Bezirk Rorschach
- Bezirk Unterrheintal
- Bezirk Oberrheintal
- Bezirk Werdenberg
- Bezirk Sargans
- Bezirk Gaster
- Seebezirk
- Bezirk Obertoggenburg
- Bezirk Neutoggenburg
- Bezirk Alttoggenburg
- Bezirk Untertoggenburg
- Bezirk Wil
- Bezirk Gossau

## 1918 bis 2002

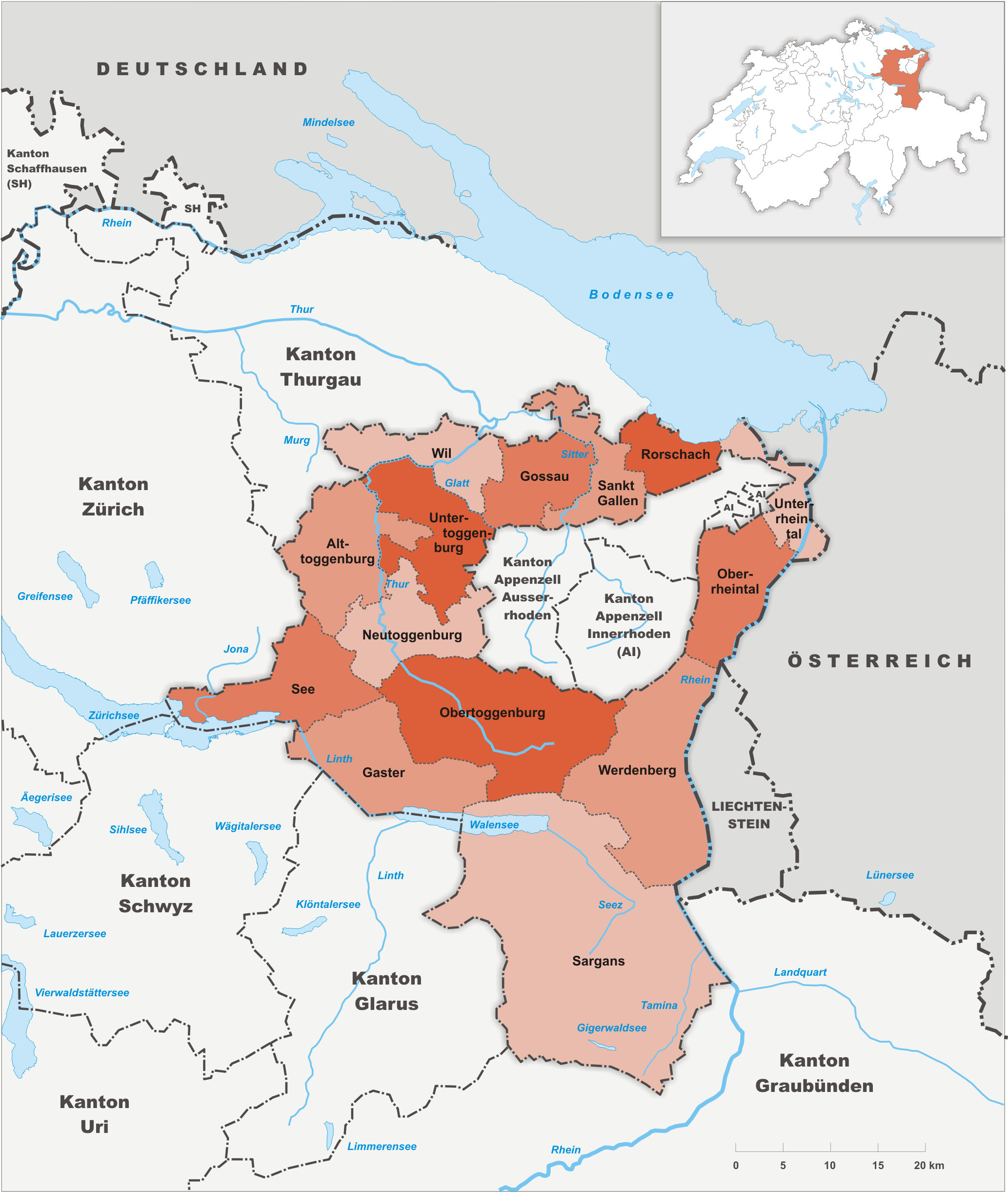
Bezirke 1918–2002

Auf Grund der Eingemeindung der Gemeinden Tablat und Straubenzell gab es kleine Anpassungen bezüglich der Bezirke:
- Der Bezirk Stadt St. Gallen und der Bezirk Tablat wurden in den Bezirk St. Gallen vereinigt.
- Straubenzell, das sich im Bezirk Gossau befand, vereinigte sich mit der Stadt St. Gallen und kam so in den Bezirk St. Gallen.

Die Gemeinden Häggenschwil, Muolen und Wittenbach, die Stadt St. Gallen mit Straubenzell und Tablat bildeten den neuen Bezirk ab.
Seither galt folgende Gliederung:
| Bezirk          | Fläche in km² | Anzahl Gemeinden (2002) |
| --------------- | ------------- | ----------------------- |
| Alttoggenburg   | 120,93        | 4                       |
| Gaster          | 135,35        | 6                       |
| Gossau          | 77,69         | 4                       |
| Neutoggenburg   | 102,88        | 7                       |
| Oberrheintal    | 97,07         | 6                       |
| Obertoggenburg  | 223,80        | 6                       |
| Rorschach       | 50,44         | 9                       |
| St. Gallen      | 71,03         | 4                       |
| Sargans         | 517,79        | 8                       |
| See             | 110,81        | 9                       |
| Unterrheintal   | 50,88         | 8                       |
| Untertoggenburg | 106,55        | 7                       |
| Werdenberg      | 206,51        | 6                       |
| Wil             | 79,71         | 6                       |
| Total (14)      | 1'951,09      | 90                      |

## Seit 2002
Die aktuelle politische Einteilung folgt den Wahlkreisen, die auf Grund der neuen Kantonsverfassung vom 10. Juni 2001 auf den 1. Januar 2003 errichtet wurden.
| Wahlkreis     | Einwohner (31. Dezember 2023) | Fläche in km² | Einw. pro km² | Anzahl Gemeinden |
| ------------- | ----------------------------- | ------------- | ------------- | ---------------- |
| Rheintal      | 77'977                        | 138,93        | 561           | 13               |
| Rorschach     | 45'321                        | 50,44         | 899           | 9                |
| Sarganserland | 43'837                        | 517,79        | 85            | 8                |
| See-Gaster    | 71'692                        | 245,91        | 292           | 10               |
| St. Gallen    | 126'137                       | 157,67        | 800           | 9                |
| Toggenburg    | 48'791                        | 488,60        | 100           | 12               |
| Werdenberg    | 42'201                        | 206,51        | 204           | 6                |
| Wil           | 79'158                        | 145,24        | 545           | 10               |
| Total (8)     | 535'114                       | 1'951,09      | 274           | 77               |